# Harald Hilditonn
Harald Hilditonn Hraereksson (del nórdico antiguo: Haraldr hilditönn o Harald, el del fiero colmillo; sueco moderno: Harald Hildetand; alemán: Harald Kampfzahn; inglés: Harald Wartooth, 655-735), también Harald de Wendland fue un rey legendario de lo que hoy es Suecia, Dinamarca, Noruega y parte de Alemania entre los siglos VII y VIII. Según la crónica danesa Chronicon Lethrense, su imperio llegaba hasta el Mediterráneo.

## Origen
Todas las fuentes coinciden en que era nieto de Ivar Vidfamne, aunque no en su madre (para unos Aud, para otros Alfhild). Según las leyendas recogidas en el Sögubrot af nokkrum fornkonungum y en el Hyndluljóð, Harald era hijo de Rörek, rey de Selandia. El Sögubrot cuenta que, tras su muerte a manos de su abuelo, su madre se casó con Radbart, rey de Gardariki, que le dio un hermano Randver. No obstante, otra fuente (Saga de Hervör o saga Hervarar) indica que ambos eran hijos de Valdar.
Saxo Grammaticus en su Gesta Danorum no menciona, sin embargo, a Ivar Vidfamne, ofreciendo dos posibles árboles genealógicos para Harald. Según esta opción era hijo de un caudillo escandinavo, Borkar, y de su mujer, Gor. Contradiciéndose a sí mismo, luego afirma que era hijo de Halfdan, hijo de  Borkar, casado con Grid, de la dinastía Scylding.

## Herencia
Según cuenta el Sögubrot, dejó Gardariki tras la muerte de su abuelo, marchando a Selandia, donde le reconocieron como rey. Tras viajar a Escania recabó apoyo de partidarios de la familia de su madre y marchó a Suecia. Una vez allí, a pesar de su edad (unos 15 años) logró imponerse a los reyes locales, recuperando los dominios de su padre y expandiéndolos. Sometió a tributo al resto del reino de Suecia y Dinamarca. Recuperó también las posesiones inglesas de Halfdan el Valiente e Ivar Vidfamne.
La saga Hervarar es mucho más explícita cuando cita la extensión de su reino:
«Ivar ganó Curlandia, Sajonia, Estonia y todos los países al Este hasta Gardariki. Imperó también la Sajonia Occidental y conquistó la región de Inglaterra que llaman Northumberland <...> Harald Wartooth sometió a todos los ya citados países que el rey Ivar había poseído.»
Nombró a Hjörmund, hijo de Hjörvard, rey de Östergötland. Diversas fuentes hablan de que comenzó una conquista de Götaland (o Gotland), pero no concuerdan en si partió de Dinamarca o de Suecia.

## La batalla de Bråvalla
A edad avanzada, convenció a Sigurd Ring de combatir contra él, para morir en batalla e ir al Valhalla (pues se debía morir en combate para ello). Esto desencadenó la batalla de Bråvalla, tras la que Sigurd Ring heredó su reino.

## Descendencia
- Thrand Haraldsson, el Viejo (n. 680)
- Hraerek slongvinbaugi Haraldsson (n. 682)
- Halfdan Haraldsson, Margrave de Frisia (n. 684)
- Eystein beli Haraldsson.
- Solgi Haraldsson (n. 690), bisabuelo de Eyvind del Este.
- Alfhild Haraldsdatter, esposa de Gautrek, rey de Götaland.